# Jelena Tanasković
Jelena Tanasković (in cirillico: Јелена Танасковић?; Belgrado, 9 agosto 1976) è una politica serba, ministro dell'agricoltura, delle foreste e dell'economia idrica dal 28 ottobre 2020 al 2 maggio 2024 nei governo Brnabić III.

## Biografia

### Primi anni di vita ed istruzione
Jelena Tanasković è nata il 9 agosto 1976 a Belgrado, all'epoca nella Repubblica Socialista di Serbia, Repubblica Socialista Federale di Jugoslavia. Successivamente terminò gli studi primari e secondari e una laurea in economia-gestione esecutiva nella capitale serba.

### Carriera professionale
Tanasković iniziò la sua carriera lavorativa nel 2003 in una società privata di commercio estero nel settore finanziario, dove lavorò come controllore finanziario fino al 2005.
Successivamente, nello stesso anno, passò al settore bancario, dove trascorse 10 anni in una società per l'acquisto di crediti a breve termine presso la NLB Bank. Lavorò nel factoring, ricoprendo le posizioni di analista del rischio, gestore del rischio, direttore finanziario e vicedirettore. Dopo una formazione di successo nel campo del factoring, nel 2010 venne nominata direttore generale della società di factoring del gruppo NLB, la prima società fondata per attività in questo settore. Con il suo team gettò le basi per l’ulteriore sviluppo del factoring in Serbia.

### Carriera politica
Nel 2017 venne nominata segretaria comunale per le finanze nell'amministrazione comunale della città di Belgrado.
Nel giugno 2018 venne nominata Sottosegretario di Stato presso il Ministero delle Finanze responsabile del Settore Bilancio, del Settore Analisi e Proiezioni Macroeconomiche e Fiscali, del Settore Sistema Finanziario, del Settore Controllo del Patrimonio Pubblico e il Settore Rischi Fiscali, nonché il Dipartimento del Tesoro, dell'Amministrazione del Debito Pubblico e dell'Amministrazione Fiscale. Durante questo periodo da sottosegretaria, collaborò a stretto contatto con l'allora ministro delle finanze Siniša Mali.
Due anni dopo, nel 2020, venne nominata Sottosegretario di Stato presso il Ministero della Protezione Ambientale con delega ai progetti di investimento, alla finanza e alla cooperazione internazionale.
Nello stesso anno, a luglio, venne nominata membro del comitato esecutivo della Dunav osiguranje, dopodiché venne nominata anche membro del consiglio di sorveglianza della società responsabile delle finanze.
Il 23 ottobre 2022 venne annunciato che Jelena Tanasković avrebbe ricoperto il ruolo di ministro dell'agricoltura, delle foreste e dell'economia idrica nel terzo governo di Ana Brnabić. Prestò giuramento il 26 ottobre, succedendo a Branislav Nedimović. In seguito alla caduta del governo Brnabić, dimissionatosi il 10 febbraio 2024, il 2 maggio Tanasković venne sostituita da Aleksandar Martinović.